# 초저온 왜성

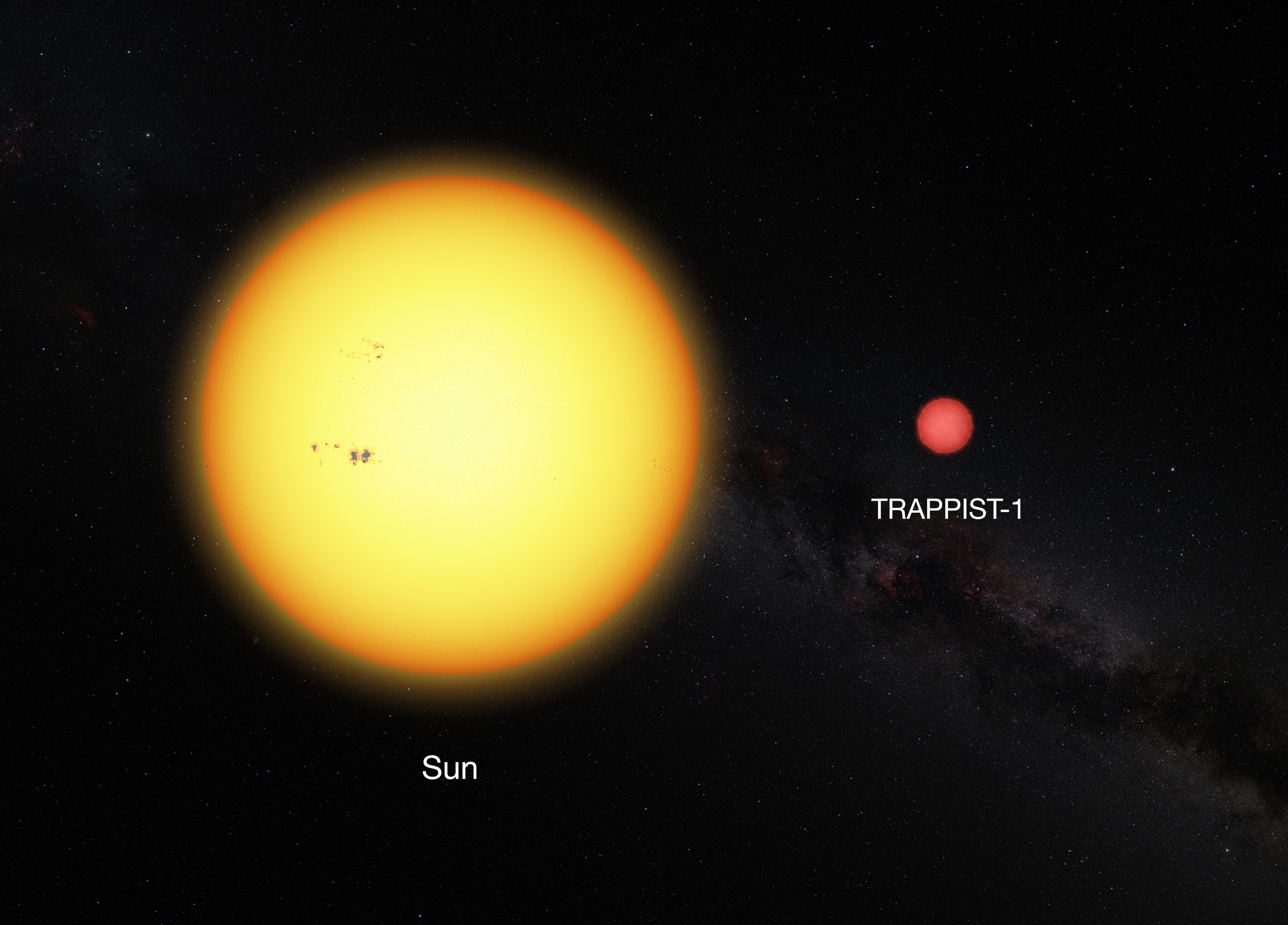
초저온 왜성 TRAPPIST-1(오른쪽)과 태양(왼쪽)의 크기 비교

초저온 왜성(Ultra-cool dwarf)은 유효온도가 2,700 K (2,430 °C; 4,400 °F) 이하인 M형 주계열성에 속하는 항성 또는 갈색왜성이다. TRAPPIST-1이 대표적인 초저온 왜성 중 하나이다.

## 설명
초저온 왜성의 개념은 1997년 데이비 커크패트릭, 토드 헨리, 마이클 어윈이 소개했다. 현재 이 개념은 분광형 M7 아래 차갑고 질량이 매우 작은 M형 왜성부터 분광형 T6.5 정도 차가운 갈색왜성까지를 포함한다. 태양 인근 천체들 중 약 15%가 이 초저온 왜성인 것으로 보인다.
행성 탄생 모형에 따르면 초저온 왜성 주위에 생겨나는 원시 행성계 원반은 질량과 반경이 작아 이런 왜성들은 슈퍼지구나 목성급 행성보다는 지구에서 수성 정도 질량의 행성을 보다 흔하게 거느리고 있을 것이다. 트라피스트-1 계에서 지구 정도 질량 행성 일곱 개가 발견되어 위 강착 모형은 입증된 것으로 보인다.
질량이 작은 다른 분광형 항성에 비해서도 초저온 왜성들의 수소 핵융합 속도는 더 느리기 때문에 수명은 수천억 년은 될 것이며 이들 중 질량이 가장 작은 부류의 수명은 수조 년에 이를 것이다. 우주의 나이는 138억 년에 불과하기 때문에 초저온 왜성은 모두가 상대적으로 젊다고 볼 수 있다. 여러 모형에 따르면 이 항성들 중 제일 작은 부류는 적색거성으로 부풀어오르는 대신 청색왜성으로 진화할 것이라 한다.

## 자기 속성
2001년 초저온 왜성 LP 944-20에서 전파 방출의 폭발이 감지된 후 여러 천체물리학자들은 아레시보 천문대와 VLA에서 전파를 방출하는 천체들을 추가로 찾아내는 프로그램을 가동했다. 지금까지 상기 전파 망원경을 이용하여 초저온 왜성 수백 개를 찾아냈으며 그 중 십여 개 이상이 전파를 방출하고 있었다. 연구 결과 초저온 왜성들 중 약 5~10%가 전파를 방출하는 것으로 보인다. 그 중에서도 특이한 발견 사례로는 2MASS J10475385+2124234가 있는데 이 왜성의 유효 온도는 800~900 K으로 지금까지 발견한 전파 발산 갈색왜성들 중 가장 차가운 천체이다. 이 갈색왜성의 분광형은 T6.5에 1.7 kG 이상 위력의 자기장을 지니고 있는데 이 수치는 지구 자기장보다 3000배 강한 값이다.